# Семейна ваканция
„Семейна ваканция“ или „Беда на колела“ (на английски: RV) е американска пътуваща комедия от 2006 г. на режисьора Бари Зоненфелд, продуциран от Луси Фишър и Дъглас Уик, по сценарий на Джоф Родки. Във филма участват Робин Уилямс, Джеф Даниълс, Черил Хайнс, Кристин Ченоует, Джоана Левескю и Джош Хъчърсън.